# Снежная (река)
Сне́жная (бур. Үлэнхэ гол) — река в Бурятии и Иркутской области России, самый крупный и многоводный водоток, стекающий с северного склона Хамар-Дабана в озеро Байкал.
Высота истока — 2300 м над уровнем моря. Высота устья — 456 м над уровнем моря.
Длина — 173 км, площадь водосборного бассейна — 3020 км².
Река Снежная берёт начало с горного массива Тыргын, близ перевалов Сангин-Дабан и Дабан-Утулик. Вскрытие реки начинается в начале мая. В половодье уровень воды может колебаться от 0,5 до 1 м. Среднее падение — более 10 м/км. По данным наблюдений с 1927 по 1997 год среднегодовой расход воды в районе посёлка Выдрино (5 км от устья) составляет 47,77 м³/с.
По нижнему течению реки Снежной (около 30 км от устья) проходит административная граница Бурятии и Иркутской области. В 4 км до впадения в Байкал реку пересекают два железнодорожных моста Транссибирской магистрали, в 1 км выше их через Снежную перекинут мост федеральной автомагистрали Р258 «Байкал».
В устье реки расположены населённые пункты: на правом берегу — посёлок станции Выдрино и ниже — село Выдрино Кабанского района Бурятии; на левом берегу — посёлок Новоснежная Слюдянского района Иркутской области.
| Средний расход воды (м³/с) реки Снежной по месяцам с 1927 по 1997 гг. (замеры производились на гидрологическом посту в районе п. Выдрино, в 5 км от устья) |

Река популярна среди водных туристов. При среднем уровне воды сложность препятствий на реке не превышает IV категорию сложности, за исключением расположенных рядом водопада Хармын-Дулю (Полёт Белки) категории VI+ (единичные случаи прохождения на каяках) и порогов VI категории сложности Жаба и Снежинка.